# Calanda Broncos 2024
Questa voce raccoglie le informazioni riguardanti i Calanda Broncos nelle competizioni ufficiali della stagione 2024.

## Lega Nazionale A 2024

### Stagione regolare
| Coira 24 marzo 2024, ore 14:00 1ª giornata | Calanda Broncos | 21 – 3 referto | Winterthur Warriors | Obere Au\| Arbitro: \| Fouillet \| |
| Arbitro:                                   | Fouillet        |                |                     |                                    |

| Basilea 6 aprile 2024, ore 18:00 3ª giornata | Gladiators Beider Basel | 36 – 39 referto | Calanda Broncos | Stadion Rankhof\| Arbitro: \| Fouillet \| |
| Arbitro:                                     | Fouillet                |                 |                 |                                           |

| Coira 13 aprile 2024, ore 18:00 4ª giornata | Calanda Broncos | 33 – 13 referto | Thun Tigers | Obere Au\| Arbitro: \| Urben \| |
| Arbitro:                                    | Urben           |                 |             |                                 |

| Ginevra 27 aprile 2024, ore 18:00 6ª giornata | Geneva Seahawks | 14 – 28 referto | Calanda Broncos | Centre Sportif de Vessy\| Arbitro: \| Schwarz \| |
| Arbitro:                                      | Schwarz         |                 |                 |                                                  |

| San Gallo 4 maggio 2024, ore 18:00 7ª giornata | Sankt Gallen Bears | 15 – 20 referto | Calanda Broncos | Leichtathletikanlage Neudorf\| Arbitro: \| Böni \| |
| Arbitro:                                       | Böni               |                 |                 |                                                    |

| Coira 18 maggio 2024, ore 18:00 9ª giornata | Calanda Broncos | 48 – 20 referto | Sankt Gallen Bears | Obere Au\| Arbitro: \| Herrmann \| |
| Arbitro:                                    | Herrmann        |                 |                    |                                    |

| Witikon 26 maggio 2024, ore 14:30 10ª giornata | Zürich Renegades | 35 – 42 referto | Calanda Broncos | Sportplatz Looren\| Arbitro: \| Urben \| |
| Arbitro:                                       | Urben            |                 |                 |                                          |

| Winterthur 8 giugno 2024, ore 18:00 12ª giornata | Winterthur Warriors | 12 – 29 referto | Calanda Broncos | Sportplatz Deutweg\| Arbitro: \| Strähl \| |
| Arbitro:                                         | Strähl              |                 |                 |                                            |

| Coira 15 giugno 2024, ore 18:00 13ª giornata | Calanda Broncos | 30 – 6 referto | Bern Grizzlies | Obere Au\| Arbitro: \| Vogel \| |
| Arbitro:                                     | Vogel           |                |                |                                 |

| Coira 30 giugno 2024, ore 14:00 Recupero 2ª giornata | Calanda Broncos | 41 – 0 referto | Zürich Renegades | Obere Au\| Arbitro: \| Fouillet \| |
| Arbitro:                                             | Fouillet        |                |                  |                                    |

### Playoff
| Coira 6 luglio 2024, ore 15:00 Semifinale | Calanda Broncos | 54 – 14 referto | Sankt Gallen Bears | Obere Au\| Arbitro: \| Waser \| |
| Arbitro:                                  | Waser           |                 |                    |                                 |

| Grenchen 13 luglio 2024, ore 18:00 Swiss Bowl | Calanda Broncos                                               | 35 – 14 referto | Zürich Renegades | Stadion Brühl\| Arbitri: \| Strähl Meier Steinmüller Bundi Birnbaum Fouillet Svoboda Böni \| |
| Arbitri:                                      | Strähl Meier Steinmüller Bundi Birnbaum Fouillet Svoboda Böni |                 |                  |                                                                                              |

## Statistiche di squadra
| Competizione      | %Vittorie | In casa | In casa | In casa | In casa | In casa | In casa | In trasferta | In trasferta | In trasferta | In trasferta | In trasferta | In trasferta | Totale | Totale | Totale | Totale | Totale | Totale |
| Competizione      | %Vittorie | G       | V       | N       | P       | Pf      | Ps      | G            | V            | N            | P            | Pf           | Ps           | G      | V      | N      | P      | Pf     | Ps     |
| ----------------- | --------- | ------- | ------- | ------- | ------- | ------- | ------- | ------------ | ------------ | ------------ | ------------ | ------------ | ------------ | ------ | ------ | ------ | ------ | ------ | ------ |
| Stagione regolare | 1.000     | 5       | 5       | 0       | 0       | 173     | 42      | 5            | 5            | 0            | 0            | 158          | 112          | 10     | 10     | 0      | 0      | 331    | 154    |
| Playoff           | 1.000     | 2       | 2       | 0       | 0       | 89      | 28      | 0            | 0            | 0            | 0            | 0            | 0            | 2      | 2      | 0      | 0      | 89     | 28     |
| Totale            | 1.000     | 7       | 7       | 0       | 0       | 262     | 70      | 5            | 5            | 0            | 0            | 158          | 112          | 12     | 12     | 0      | 0      | 420    | 182    |